# Osmičková soustava
Osmičková (oktalová, oktální) soustava je číselná soustava o základu 8, která (v tradičním zápisu) může obsahovat cifry 0, 1, 2, 3, 4, 5, 6 a 7. Například číslo 31 v oktální soustavě odpovídá číslu 25 (tj. 3×8+1) v běžně používané soustavě desítkové.
Díky tomu, že je oktální soustava snadno převeditelná do binární soustavy (8 je mocninou dvojky), často se používala v oblasti informatiky.[zdroj?] Příkladem může být nastavení přístupových práv v operačních systémech unixového typu.

## Převody čísel

### Převod z desítkové do osmičkové soustavy
Metoda postupného dělení 8 je používána pro převod celých čísel v desítkové soustavě do soustavy osmičkové a spočívá v postupném dělení číslem 8. Původní číslo celočíselně vydělíme číslem 8 a zvlášť si zapisujeme zbytky po tomto dělení – označme je jako {\displaystyle Zb_{i}}, kde {\displaystyle i} značí pořadí zbytku. Vzniklý podíl dále dělíme číslem 8 (a zapisujeme si zbytky po dělení) dokud podíl není roven nule. Po skončení dělení dostaneme číslo v osmičkové soustavě zapsáním pořadí zbytků v opačném pořadí (protože číslo zapisujeme zprava doleva, ale čteme zleva doprava)
Například:
Mějme číslo 900 v desítkové soustavě, které chceme převést do osmičkové soustavy. Nechť symbol {\displaystyle div} znamená celočíselné dělení.
900 div 8 = 112 a {\displaystyle Zb_{0}} = 4
112 div 8 = 14 a {\displaystyle Zb_{1}} = 0
14 div 8 = 1 a {\displaystyle Zb_{2}} = 6
1 div 8 = 0 a {\displaystyle Zb_{3}} = 1
Zbytky po dělení zapisujeme zprava doleva – avšak číslo čteme zleva doprava. (Pořadí zbytků po dělení je 4, 0, 6, 1 ale zapisujeme je v pořadí 1, 6, 0, 4)
Výsledkem je: (900)10 = (1604)8

#### Vybrané zlomky v osmičkové soustavě
(1/2)10 = (0,4)8
(1/4)10 = (0,2)8
(1/8)10 = (0,1)8
(1/10)10 = (0,06341634163416341...)8
(1/16)10 = (0,04)8
(1/20)10 = (0,0314631463146...)8

### Převod z osmičkové do desítkové soustavy
Převod z osmičkové soustavy do desítkové je konkrétním použitím obecného vztahu {\displaystyle \sum _{i=0}^{n}\left(a_{i}\times B^{i}\right).}
Například:
Mějme číslo 2007 v osmičkové soustavě, které chceme převést do soustavy desítkové. Úpravou obecného vztahu do podoby {\displaystyle \sum _{i=0}^{n}\left(a_{i}\times 8^{i}\right)} získáváme efektivní nástroj pro převod. (Opět pamatujme že číslo je zapsáno zprava doleva)
{\displaystyle \sum _{i=0}^{n}\left(a_{i}\times 8^{i}\right)=7\times 8^{0}+0\times 8^{1}+0\times 8^{2}+2\times 8^{3}=1031}
Výsledkem je: (2007)8 = (1031)10

### Převod z osmičkové do binární soustavy
Převod mezi těmito soustavami je značně ulehčen díky tomu, že číslo 8 je mocninou dvojky. Jednoduše nahradíme každou číslici za její binární reprezentaci. Pro převod můžeme s výhodou použít následující tabulky:
| Osmičková číslice    | 0   | 1   | 2   | 3   | 4   | 5   | 6   | 7   |
| Binární reprezentace | 000 | 001 | 010 | 011 | 100 | 101 | 110 | 111 |

Například:
Převod čísla (1572)8 do dvojkové (binární) soustavy.
1 = 001
5 = 101
7 = 111
2 = 010
Výsledkem je: (1572)8 = (001101111010)2

### Převod z binární do osmičkové soustavy
Převod je opět poměrně jednoduchý – zápis čísla v binární soustavě rozdělíme na skupiny po 3 bitech a pomocí předchozí tabulky převedeme na číslo v osmičkové soustavě.
Například: Převod čísla (011 111 011 000)2 do osmičkové soustavy.
011 = 3
111 = 7
011 = 3
000 = 0
Výsledkem je: (011 111 011 000)2 = (3730)8

### Převod z osmičkové do hexadecimální soustavy
Převod mezi těmito dvěma soustavami je řešen pomocí 2 kroků. V prvním kroku převedeme číslo v osmičkové soustavě do soustavy binární, které ve druhém kroku převedeme do soustavy hexadecimální.

### Převod z hexadecimální do osmičkové soustavy
Tento převod je také řešen pomocí 2 kroků, kdy v prvním kroku převedeme číslo v hexadecimální soustavě do soustavy binární a následně provedeme převod z binární do osmičkové soustavy.

## Srovnání číselných soustav
| Číselná soustava (základ) | Číselná soustava (základ) | Číselná soustava (základ) | Číselná soustava (základ) | Číselná soustava (základ) | Číselná soustava (základ) | Číselná soustava (základ) | Číselná soustava (základ) | Číselná soustava (základ) | Číselná soustava (základ) | Číselná soustava (základ) | Číselná soustava (základ) | Číselná soustava (základ) |
| 10                        | 2                         | 3                         | 4                         | 5                         | 6                         | 7                         | 8                         | 9                         | 12                        | 16                        | 20                        | 36                        |
| ------------------------- | ------------------------- | ------------------------- | ------------------------- | ------------------------- | ------------------------- | ------------------------- | ------------------------- | ------------------------- | ------------------------- | ------------------------- | ------------------------- | ------------------------- |
| 1                         | 1                         | 1                         | 1                         | 1                         | 1                         | 1                         | 1                         | 1                         | 1                         | 1                         | 1                         | 1                         |
| 2                         | 10                        | 2                         | 2                         | 2                         | 2                         | 2                         | 2                         | 2                         | 2                         | 2                         | 2                         | 2                         |
| 3                         | 11                        | 10                        | 3                         | 3                         | 3                         | 3                         | 3                         | 3                         | 3                         | 3                         | 3                         | 3                         |
| 4                         | 100                       | 11                        | 10                        | 4                         | 4                         | 4                         | 4                         | 4                         | 4                         | 4                         | 4                         | 4                         |
| 5                         | 101                       | 12                        | 11                        | 10                        | 5                         | 5                         | 5                         | 5                         | 5                         | 5                         | 5                         | 5                         |
| 6                         | 110                       | 20                        | 12                        | 11                        | 10                        | 6                         | 6                         | 6                         | 6                         | 6                         | 6                         | 6                         |
| 7                         | 111                       | 21                        | 13                        | 12                        | 11                        | 10                        | 7                         | 7                         | 7                         | 7                         | 7                         | 7                         |
| 8                         | 1000                      | 22                        | 20                        | 13                        | 12                        | 11                        | 10                        | 8                         | 8                         | 8                         | 8                         | 8                         |
| 9                         | 1001                      | 100                       | 21                        | 14                        | 13                        | 12                        | 11                        | 10                        | 9                         | 9                         | 9                         | 9                         |
| 10                        | 1010                      | 101                       | 22                        | 20                        | 14                        | 13                        | 12                        | 11                        | A                         | A                         | A                         | A                         |
| 100                       | 1100100                   | 10201                     | 1210                      | 400                       | 244                       | 202                       | 144                       | 121                       | 84                        | 64                        | 50                        | 2S                        |
| 1000                      | 1111101000                | 1101001                   | 33220                     | 13000                     | 4344                      | 2626                      | 1750                      | 1331                      | 6B4                       | 3E8                       | 2A0                       | RS                        |